# 罗斯环礁
罗斯环礁（Rose Atoll），有时称为罗斯岛，馬努阿群島的居民称之为Motu O Manu，是一个隶属美属萨摩亚的环礁。是美国领地的最南端。土地面积为0.214 km²（52.8英亩）。包含泄湖与珊瑚礁的总面积为5 km². 最北端的西部为进入泄湖的唯一通道。 在珊瑚礁的西北缘有两个小岛。它是一个无人居住的野生栖息地。

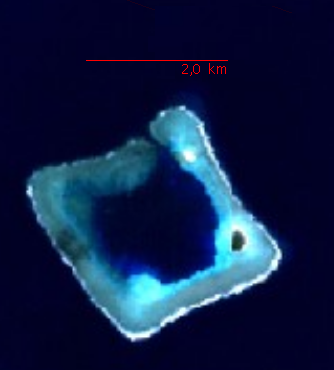
NASA衛星畫像